# Meridià 71 a l'oest
El meridià 71 a l'oest de Greenwich és una línia de longitud que s'estén des del pol Nord travessant l'oceà Àrtic, Groenlàndia, Amèrica, l'oceà Atlàntic, l'oceà Antàrtic, i l'Antàrtida fins al pol Sud.
El meridià 71 a l'oest forma un cercle màxim amb el meridià 109 a l'est. Com tots els altres meridians, la seva longitud correspon a una semicircumferència terrestre, uns 20.003,932 km. Al nivell de l'Equador, és a una distància del meridià de Greenwich de 7.903 km.

## De Pol a Pol
Començant en el pol Nord i dirigint-se cap al pol Sud, aquest meridià travessa:
| Coordenades                             | País, territori o mar | Notes |
| --------------------------------------- | --------------------- | --- |
| 90° 0′ N, 71° 0′ O / 90.000°N,71.000°O  | Oceà Àrtic            | |
| 83° 6′ N, 71° 0′ O / 83.100°N,71.000°O  | Canadà                | Nunavut — Ellesmere |
| 79° 50′ N, 71° 0′ O / 79.833°N,71.000°O | Estret de Nares       | |
| 78° 37′ N, 71° 0′ O / 78.617°N,71.000°O | Groenlàndia           | |
| 77° 46′ N, 71° 0′ O / 77.767°N,71.000°O | Badia de Baffin       | |
| 77° 28′ N, 71° 0′ O / 77.467°N,71.000°O | Groenlàndia           | Qeqertarsuaq |
| 77° 22′ N, 71° 0′ O / 77.367°N,71.000°O | Badia de Baffin       | |
| 77° 9′ N, 71° 0′ O / 77.150°N,71.000°O  | Groenlàndia           | |
| 76° 58′ N, 71° 0′ O / 76.967°N,71.000°O | Badia de Baffin       | |
| 71° 3′ N, 71° 0′ O / 71.050°N,71.000°O  | Canadà                | Nunavut — Illa de Baffin i Illa Big (Kimmirut) |
| 62° 49′ N, 71° 0′ O / 62.817°N,71.000°O | Estret de Hudson      | |
| 61° 8′ N, 71° 0′ O / 61.133°N,71.000°O  | Canadà                | Quebec – passa a través de l'Illa d'Orléans a l'est de la ciutat de Quebec a 46°57'N |
| 45° 21′ N, 71° 0′ O / 45.350°N,71.000°O | Estats Units          | Maine Nou Hampshire – des de 43° 58′ N, 71° 0′ O / 43.967°N,71.000°O Massachusetts – des de 42° 52′ N, 71° 0′ O / 42.867°N,71.000°O |
| 42° 21′ N, 71° 0′ O / 42.350°N,71.000°O | Oceà Atlàntic         | Boston Harbor – passa a l'est de Boston, Massachusetts, Estats Units (a 42° 22′ N, 71° 3′ O / 42.367°N,71.050°O) |
| 42° 16′ N, 71° 0′ O / 42.267°N,71.000°O | Estats Units          | Massachusetts |
| 41° 31′ N, 71° 0′ O / 41.517°N,71.000°O | Oceà Atlàntic         | Passa a l'oest de Cuttyhunk, Massachusetts, Estats Units (a 41° 25′ N, 70° 57′ O / 41.417°N,70.950°O) · Passa a l'oest de l'illa de Martha's Vineyard, Massachusetts, Estats Units (a 41° 20′ N, 70° 50′ O / 41.333°N,70.833°O) · passa a l'est de l'illa Grand Turk, Illes Turks i Caicos (a 21° 30′ N, 71° 7′ O / 21.500°N,71.117°O) |
| 19° 56′ N, 71° 0′ O / 19.933°N,71.000°O | República Dominicana  | illa Hispaniola |
| 18° 18′ N, 71° 0′ O / 18.300°N,71.000°O | Mar Carib             | |
| 11° 6′ N, 71° 0′ O / 11.100°N,71.000°O  | Veneçuela             | |
| 6° 59′ N, 71° 0′ O / 6.983°N,71.000°O   | Colòmbia              | |
| 2° 17′ S, 71° 0′ O / 2.283°S,71.000°O   | Perú                  | |
| 4° 23′ S, 71° 0′ O / 4.383°S,71.000°O   | Brasil                | Amazonas Acre – des de 8° 0′ S, 71° 0′ O / 8.000°S,71.000°O |
| 9° 49′ S, 71° 0′ O / 9.817°S,71.000°O   | Perú                  | |
| 17° 53′ S, 71° 0′ O / 17.883°S,71.000°O | Oceà Pacífic          | |
| 27° 41′ S, 71° 0′ O / 27.683°S,71.000°O | Xile                  | |
| 36° 29′ S, 71° 0′ O / 36.483°S,71.000°O | Argentina             | |
| 38° 21′ S, 71° 0′ O / 38.350°S,71.000°O | Xile                  | |
| 38° 46′ S, 71° 0′ O / 38.767°S,71.000°O | Argentina             | |
| 52° 0′ S, 71° 0′ O / 52.000°S,71.000°O  | Xile                  | Passa a l'oest de Punta Arenas a 53° 10′ S, 70° 56′ O / 53.167°S,70.933°O |
| 53° 48′ S, 71° 0′ O / 53.800°S,71.000°O | Estret de Magallanes  | |
| 54° 5′ S, 71° 0′ O / 54.083°S,71.000°O  | Xile                  | Illa Aracena, Illa Gran de Tierra del Fuego, illa Stewart i illa Londonderry |
| 54° 59′ S, 71° 0′ O / 54.983°S,71.000°O | Oceà Pacífic          | |
| 60° 0′ S, 71° 0′ O / 60.000°S,71.000°O  | Oceà Antàrtic         | |
| 68° 52′ S, 71° 0′ O / 68.867°S,71.000°O | Antàrtida             | Illa d'Alexandre I i continent, reclamat per Antàrtida Argentina, Argentina, Territori Antàrtic Xilè, Xile i Territori Antàrtic Britànic, Regne Unit |